# 제시 가시아

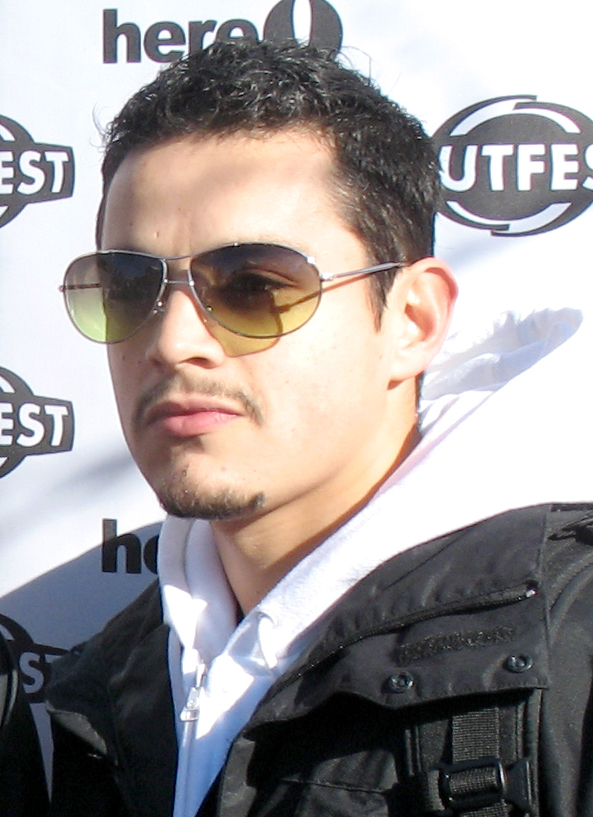

제시 가시아(Jesse Garcia, 1982년 1월 1일 ~ )는 멕시코의 배우, 텔레비전 배우, 영화배우이다.

## 출연 작품
- CSI 마이애미 시즌6
- 엠뷸런스 (2022년)
- 콜리션스 (2018년)
- 카본 캐년 (2017년)
- 자헤드 2 : 필드 오브 파이어 (2014년)
- 난 지구 반대편 나라로 가버릴테야 (2014년) - 드웨인 역
- 아웃브레이크: 지구 최후의 날 (2013년)
- 폴링 오버나잇 (2011년) - 미구엘 역
- 웨어 더 로드 미츠 더 선 (2010년)
- 베드룸 (2010년) - 샐 역
- 어 보더 스토리 (2010년)
- 세인트 존 오브 라스 베가스 (2009년)
- 어 뷰티풀 라이프 (2008년)
- 터미네이터 시리즈 - 사라 코너 연대기 (2008년)
- 굿 딕 (2008년)
- 풋 잇 인 어 북 (2007년)
- 더 컴백스 (2007년)
- 언더 더 쎄임 문 (2007년)
- 파더 피겨 (2006년) - 제시 역
- The Other Side (2006)
- 메리잉 갓 (2006년)
- 워크아웃 (2006년)
- 달콤한 열여섯 (2006년) - 카를로스 역
- 라스트 굿바이 (2004년)
- ER (1994년)